# Fantasme (Star Trek: Generația următoare)
„Fantasme” (titlu original: „Phantasms”) este al 6-lea episod din al șaptelea sezon (și ultimul) al serialului TV american științifico-fantastic Star Trek: Generația următoare și al 158-lea episod în total. A avut premiera la 25 octombrie 1993.
Episodul a fost regizat de Patrick Stewart după un scenariu de Brannon Braga.

## Prezentare
Data are vise stranii, în timp ce nava USS Enterprise întâmpină probleme cu noul miez warp. Dar nu totul este ce pare a fi. 

## Actori ocazionali
- Gina Ravera - Tyler
- Bernard Kates - Sigmund Freud
- Clyde Kusatsu - Adm. Nakamura
- David Crowley - Workman